# Catalunya Sí que es Pot
Catalunya Sí que es Pot (CSQP; en español: Cataluña Sí se Puede) fue una coalición electoral catalana de izquierda creada para las elecciones al Parlamento de Cataluña de 2015, a semejanza de la plataforma Barcelona en Comú que se presentó en las elecciones municipales de 2015 en Barcelona.
Esta candidatura unitaria la integran Equo, EUiA, ICV y Podem.
Su cabeza de lista por Barcelona fue Lluís Rabell, presidente de la Federación de Asociaciones de Vecinos de Barcelona, y la escritora Gemma Lienas como número dos. Los siguientes puestos los ocuparon Joan Coscubiela (ICV), Àngels Martínez Castells (Podemos) y Albano Dante Fachin (Podemos). En las otras provincias, Gerona fue encabezada por Marc Vidal (ICV), Lérida por Sara Vilà (ICV) y Tarragona por Gerard Bargalló (Podemos).
El sucesor de esta coalición es Catalunya en Comú-Podem formada por Catalunya en Comú y Podem para las elecciones catalanas de 2017.

## Resultados electorales
| Elecciones al Parlamento de Cataluña de 2015 | Lluís Rabell | 367.613 (#4) | 8,94 | 11/135 |

a De ellos, 4 de ICV, 4 de Podemos, 1 de EUiA y 2 independientes